# Olympische Sommerspiele 1956/Leichtathletik – 20 km Gehen (Männer)

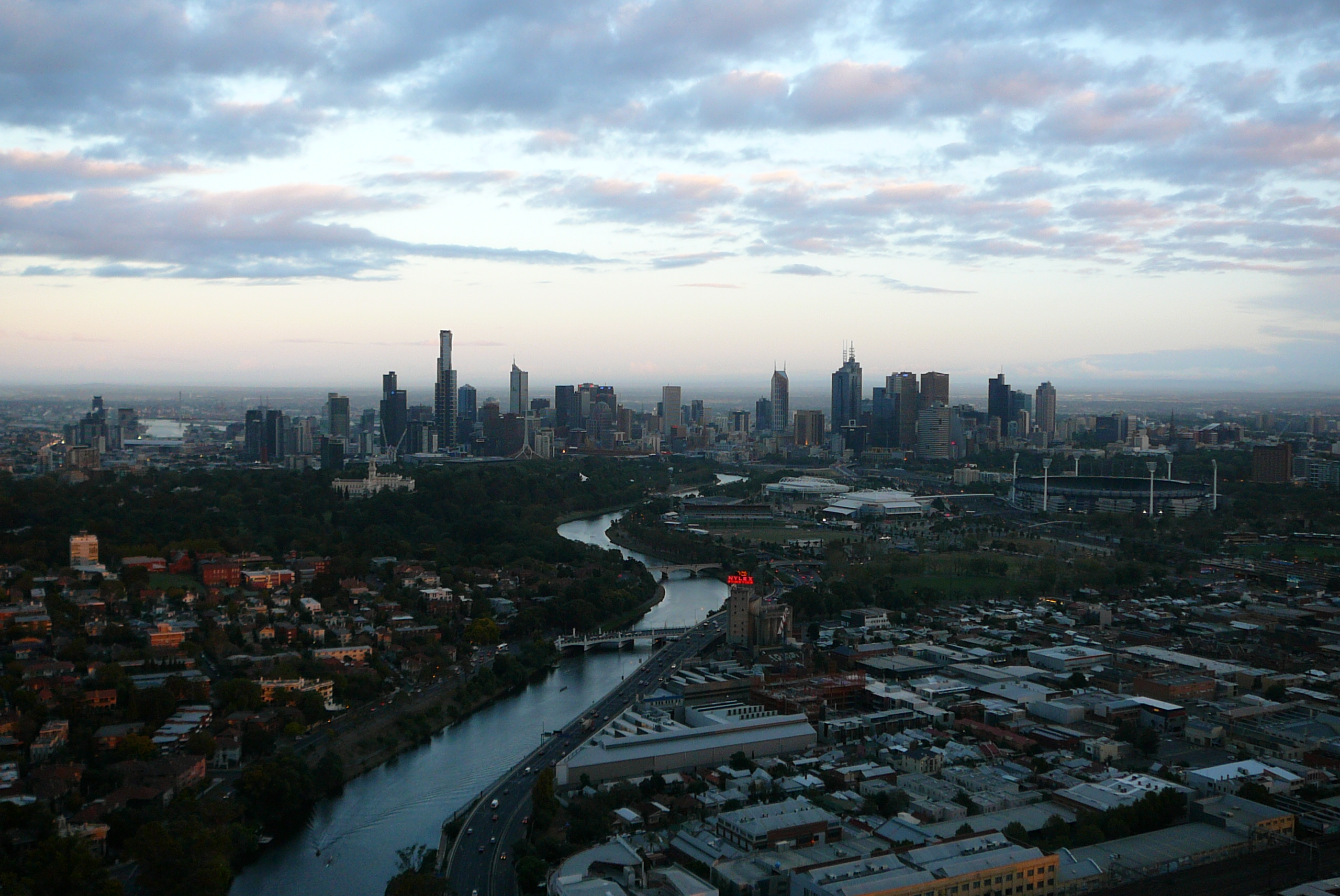
Blick auf Melbourne City (CBD), (hier im Jahr 2007)

Das 20-km-Straßengehen der Männer bei den Olympischen Spielen 1956 in Melbourne wurde am 28. November 1956 ausgetragen. 21 Athleten nahmen teil, von denen siebzehn das Ziel erreichten. Start und Ziel waren der Melbourne Cricket Ground. Dieser Wettbewerb wurde das erste Mal bei Olympischen Spielen ausgetragen. Er ersetzte das 10.000-Meter-Bahngehen.
Die sowjetischen Geher erreichten einen Dreifacherfolg. Leonid Spirin siegte vor Antanas Mikėnas und Bruno Junk.
Schweizer und österreichische Geher nahmen nicht teil. Der deutsche Geher Dieter Lindner wurde disqualifiziert.

## Rekorde/Bestleistungen

### Bestehende Rekorde/Bestleistungen
| Weltbestleistung   | 1:30:00 h                                                                          | Josef Doležal Tschechoslowakei                                                     | Prag, Tschechoslowakei                                                             | 25. Juli 1956                                                                      |
| Olympischer Rekord | Disziplin erstmals olympisch – deshalb bislang kein olympischer Rekord aufgestellt | Disziplin erstmals olympisch – deshalb bislang kein olympischer Rekord aufgestellt | Disziplin erstmals olympisch – deshalb bislang kein olympischer Rekord aufgestellt | Disziplin erstmals olympisch – deshalb bislang kein olympischer Rekord aufgestellt |

Anmerkungen zur Weltbestzeit:
- Weltrekorde wurden damals im Straßengehen wegen der unterschiedlichen Streckenbeschaffenheiten nicht geführt.
- Es gab allerdings Weltrekorde für die auf Bahnen in einem Stadion erzielten Zeiten. Den damals gültigen Weltrekord hielt der sowjetische Geher Mikhail Lawrow mit 1:27:58,2 h, aufgestellt am 13. August 1956 in Moskau (Sowjetunion).[2]

### Erster olympischer Rekord
Der sowjetische Olympiasieger Leonid Spirin stellte mit seiner Siegerzeit von 1:31:28 h einen ersten olympischen Rekord auf. Zur Weltbestzeit fehlten ihm 1:28,2 min.

## Rennverlauf und Ergebnis

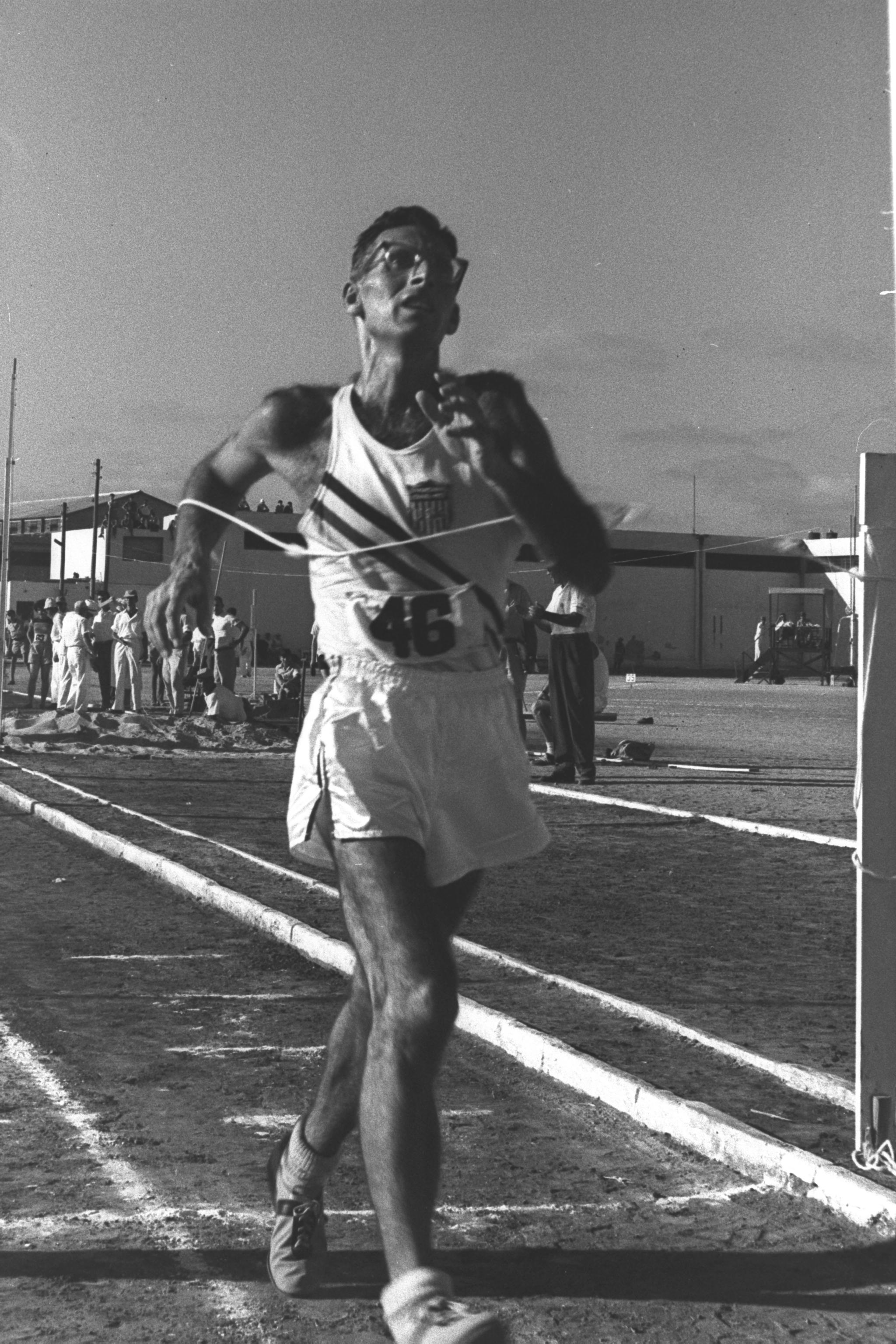
Henry Laskau kam als Zwölfter ins Ziel

Datum: 28. November 1956, 14:50 Uhr
| Platz | Name                  | Nation           | Zeit        | Anmerkung |
| ----- | --------------------- | ---------------- | ----------- | --------- |
| 1     | Leonid Spirin         | Sowjetunion      | 1:31:27,4 h | erster OR |
| 2     | Antanas Mikėnas       | Sowjetunion      | 1:32:03,0 h |           |
| 3     | Bruno Junk            | Sowjetunion      | 1:32:12,0 h |           |
| 4     | John Ljunggren        | Schweden         | 1:32:24,0 h |           |
| 5     | Stan Vickers          | Großbritannien   | 1:32:34,2 h |           |
| 6     | Donald Keane          | Australien       | 1:33:52,0 h |           |
| 7     | George Coleman        | Großbritannien   | 1:34:01,8 h |           |
| 8     | Roland Hardy          | Großbritannien   | 1:34:40,4 h |           |
| 9     | Giuseppe Dordoni      | Italien          | 1:35:00,4 h |           |
| 10    | Ted Allsopp           | Australien       | 1:35:43,0 h |           |
| 11    | Abdon Pamich          | Italien          | 1:36:03,6 h |           |
| 12    | Henry Laskau          | USA              | 1:38:46,8 h |           |
| 13    | Ronald Crawford       | Australien       | 1:39:35,0 h |           |
| 14    | Dumitru Paraschivescu | Rumänien         | 1:39:35,0 h |           |
| 15    | Ion Barbu             | Rumänien         | 1:41:37,8 h |           |
| 16    | Bruce MacDonald       | USA              | 1:43:25,6 h |           |
| 17    | James Hewson          | USA              | 1:46:24,8 h |           |
| DSQ   | Josef Doležal         | Tschechoslowakei |             |           |
| DSQ   | Lars Hindmar          | Schweden         |             |           |
| DSQ   | Dieter Lindner        | Deutschland      |             |           |
| DSQ   | Alex Oakley           | Kanada           |             |           |
| DNS   | Gilbert Marquis       | Schweiz          |             |           |
| DNS   | Gabriel Reymond       | Schweiz          |             |           |
| DNS   | Milan Skřont          | Tschechoslowakei |             |           |

Die Geher verließen nach einer Runde auf der Aschenbahn das Stadion und hatten nun acht Runden auf den Straßen rund um das Stadion zu absolvieren. Anschließend ging es zum Zieleinlauf wieder ins Stadion.
Erster Olympiasieger auf dieser Distanz wurde der sowjetische Geher Leonid Spirin mit einer Siegerzeit, die nur knapp eineinhalb Minuten über der Weltbestzeit des Europameisters von Bern 1954 über die 10-km-Distanz, Josef Doležal, lag. Doležal selber, in Melbourne als einer der Favoriten angetreten, musste das Rennen aufgeben. Silber und Bronze gingen an Antanas Mikėnas und Bruno Junk, beide Landsleute des Olympiasiegers, sodass es hier einen sowjetischen Dreifacherfolg gab.

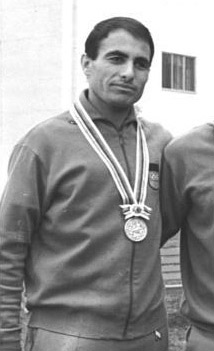
Der ebenfalls disqualifizierte Dieter Lindner (auf dem Foto nach dem Gewinn der olympischen Silbermedaille 1964)

## Videolinks
- Melbourne 1956, Leonid Spirin, 20km walk (Amateur Footage), youtube.com, abgerufen am 16. August 2021
- Juegos Olímpicos Melbourne 1956, 20km marcha, youtube.com, abgerufen am 5. Oktober 2017